# Li Jingliang
Li Jingliang (chino: 李景亮; Tacheng, China, 20 de marzo de 1988) es un artista marcial mixto chino que compite en la división de peso wélter de Ultimate Fighting Championship.

## Primeros años
Originario de un pequeño pueblo cerca de Tacheng, en la provincia de Sinkiang, en China del Noroeste, compitió en la lucha china y se entrenó en Sanda antes de trasladarse a Pekín en 2008 para seguir una carrera en las artes marciales mixtas profesionales. Comenzó a entrenar bajo la tutela del ex peso ligero de la UFC Zhang Tiequan.

## Carrera en las artes marciales mixtas

### Inicios
Hizo su debut profesional en 2007, ganando por sumisión debido a los puñetazos en el segundo asalto. Pasaría a compilar un récord de 8-2, la ganando el Campeonato de Peso Wélter de Legend FC en el proceso, antes de ser concedido su liberación y firmado por la UFC.

### Ultimate Fighting Championship
Debutó en la UFC contra David Michaud el 24 de mayo de 2014 en UFC 173. Ganó el combate por decisión dividida.
Se enfrentó a Nordine Taleb el 4 de octubre de 2014 en UFC Fight Night: MacDonald vs. Saffiedine. Perdió el combate por decisión dividida.
Se esperaba que se enfrentara a Roger Zapata el 16 de mayo de 2015 en UFC Fight Night: Edgar vs. Faber. Sin embargo, el 18 de abril, se anunció que Zapata fue retirado del combate debido a razones no reveladas y fue sustituido por Dhiego Lima. Ganó el combate por KO en el primer asalto.
Se esperaba que se enfrentara a Kiichi Kunimoto el 27 de septiembre de 2015 en UFC Fight Night: Barnett vs. Nelson. Sin embargo, Kunimoto se retiró del combate a finales de agosto alegando una lesión y fue sustituido por Keita Nakamura. Perdió el combate por sumisión técnica en el tercer asalto.
Se enfrentó a Anton Zafir el 8 de julio de 2016 en The Ultimate Fighter 23 Finale. Ganó el combate por KO en el primer asalto.
Se esperaba que se enfrentara a Chad Laprise el 10 de diciembre de 2016 en UFC 206. Sin embargo, Laprise se retiró del combate el 16 de noviembre alegando una lesión no revelada. Como resultado, fue retirado de la cartelera por completo y reprogramado para un evento futuro.
Se esperaba que se enfrentara a Yancy Medeiros el 28 de enero de 2017 en UFC on Fox: Shevchenko vs. Peña. Sin embargo, a principios de enero, Medeiros se retiró por razones no reveladas y fue sustituido por Bobby Nash. Ganó el combate por KO en el segundo asalto.
Se enfrentó a Frank Camacho el 17 de junio de 2017 en UFC Fight Night: Holm vs. Correia. Ganó el combate por decisión unánime. Este combate le valió el premio a la Pelea de la Noche.
Se enfrentó a Zak Ottow el 25 de noviembre de 2017 en UFC Fight Night: Bisping vs. Gastelum. Ganó el combate por TKO en el primer asalto. Esta victoria le valió el premio a la Actuación de la Noche.
¢e enfrentó a Jake Matthews el 11 de febrero de 2018 en UFC 221. Perdió el combate por decisión unánime y recibió críticas por su golpe en el ojo de Matthews. Este combate le valió el premio a la Pelea de la Noche.
Se enfrentó a Daichi Abe el 23 de junio de 2018 en UFC Fight Night: Cowboy vs. Edwards. Ganó el combate por decisión unánime.
Se esperaba que se enfrentara a Elizeu Zaleski dos Santos el 24 de noviembre de 2018 en UFC Fight Night: Blaydes vs. Ngannou 2. Sin embargo, el 27 de octubre de 2018, se informó que Zaleski se retiró del combate debido a una rotura parcial de ligamentos en su rodilla derecha, y fue sustituido por David Zawada. Ganó el combate por TKO en el tercer asalto.
Se esperaba que se enfrentara a Alex Oliveira el 27 de abril de 2019 en UFC on ESPN: Ngannou vs. dos Santos. Sin embargo, el 24 de marzo de 2019, se informó que Li se retiró del combate, citando una lesión.
Se enfrentó a Elizeu Zaleski dos Santos el 31 de agosto de 2019 en UFC Fight Night: Andrade vs. Zhang. Ganó el combate por TKO en el tercer asalto. Esta victoria le valió el premio a la Actuación de la Noche.
Se enfrentó a Neil Magny el 7 de marzo de 2020 en UFC 248. Perdió el combate por decisión unánime.
Se esperaba que se enfrentara a Dwight Grant el 12 de diciembre de 2020 en UFC 256. Sin embargo, el 8 de diciembre de 2020 Grant dio positivo por COVID-19 durante la semana del combate y tuvo que retirarse. No se pudo encontrar un oponente para Li, por lo que éste fue eliminado de la cartelera.
Se enfrentó a Santiago Ponzinibbio, en sustitución de Muslim Salikhov el 16 de enero de 2021 en UFC on ABC: Holloway vs. Kattar. Ganó el combate por KO en el primer asalto. Esta victoria le valió el premio a la Actuación de la Noche.
Se enfrentó a Khamzat Chimaev el 30 de octubre de 2021 en UFC 267. Perdió el combate por sumisión en el primer asalto.
Se enfrentó a Muslim Salikhov el 16 de julio de 2022 en UFC on ABC: Ortega vs. Rodríguez. Ganó el combate por TKO en el segundo asalto. Esta victoria le valió el premio a la Actuación de la Noche.
Se esperaba que se enfrentara a Tony Ferguson el 10 de septiembre de 2022 en UFC 279. Sin embargo, debido a que Khamzat Chimaev no dio el peso, se enfrentó a Daniel Rodriguez, que originalmente estaba programado para enfrentarse a Kevin Holland en un combate de peso acordado. 
Perdió el combate por decisión dividida.

## Vida personal
Él y su esposa tienen una hija (nacida en 2015) y un hijo (nacido en 2020).

## Campeonatos y logros

### Artes marciales mixtas
- Legend Fighting Championship
  - Campeonato de Peso Wélter de Legend FC (una vez)
- Ultimate Fighting Championship
  - Pelea de la Noche (dos veces) vs Frank Camacho y Jake Matthews[27][65]
  - Actuación de la Noche (cinco veces) vs. Zak Ottow, David Zawada, Elizeu Zaleski dos Santos, Santiago Ponzinibbio y Muslim Salikhov[30][41][54][59]
  - Empatado (Thiago Alves y Vicente Luque) con el segundo mayor número de KO en la historia de la división de peso wélter de la UFC (8)

### Jiu-jitsu brasileño
- Torneo Abierto de Jiu-Jitsu de China
  - 2013 1.er puesto - Absoluto (Cinturón Púrpura)[66]
  - 2013 1.er puesto - 92kg (cinturón púrpura)

## Récord en artes marciales mixtas
| Resultado | Récord | Oponente                  | Método                                             | Evento                                                    | Fecha                    | Ronda | Tiempo | Localización           | Notas                                           |
| --------- | ------ | ------------------------- | -------------------------------------------------- | --------------------------------------------------------- | ------------------------ | ----- | ------ | ---------------------- | ----------------------------------------------- |
| Derrota   | 19-9   | Carlos Prates             | KO (puñetazos)                                     | UFC 305                                                   | 24 de agosto de 2024     | 2     | 4:02   | Perth                  |                                                 |
| Derrota   | 19-8   | Daniel Rodriguez          | Decisión (dividida)                                | UFC 279                                                   | 10 de septiembre de 2022 | 3     | 5:00   | Las Vegas, Nevada      | Combate de peso acordado (180 libras).          |
| Victoria  | 19-7   | Muslim Salikhov           | TKO (puñetazos y codazos)                          | UFC on ABC: Ortega vs. Rodríguez                          | 16 de julio de 2022      | 2     | 4:38   | Elmont, Nueva York     | Actuación de la Noche.                          |
| Derrota   | 18-7   | Khamzat Chimaev           | Sumisión técnica (estrangulamiento por detrás)     | UFC 267                                                   | 30 de octubre de 2021    | 1     | 3:16   | Abu Dhabi              |                                                 |
| Victoria  | 18-6   | Santiago Ponzinibbio      | KO (puñetazo)                                      | UFC on ABC: Holloway vs. Kattar                           | 16 de enero de 2021      | 1     | 4:25   | Abu Dhabi              | Actuación de la Noche.                          |
| Derrota   | 17-6   | Neil Magny                | Decisión (unánime)                                 | UFC 248                                                   | 7 de marzo de 2020       | 3     | 5:00   | Las Vegas, Nevada      |                                                 |
| Victoria  | 17-5   | Elizeu Zaleski dos Santos | TKO (puñetazos)                                    | UFC Fight Night: Andrade vs. Zhang                        | 31 de agosto de 2019     | 3     | 4:51   | Shenzhen               | Actuación de la Noche.                          |
| Victoria  | 16-5   | David Zawada              | TKO (patada al cuerpo y puñetazos)                 | UFC Fight Night: Blaydes vs. Ngannou 2                    | 24 de noviembre de 2018  | 3     | 4:07   | Pekín                  | Actuación de la Noche.                          |
| Victoria  | 15-5   | Daichi Abe                | Decisión (unánime)                                 | UFC Fight Night: Cowboy vs. Edwards                       | 23 de junio de 2018      | 3     | 5:00   | Kallang                |                                                 |
| Derrota   | 14-5   | Jake Matthews             | Decisión (unánime)                                 | UFC 221                                                   | 11 de febrero de 2018    | 3     | 5:00   | Perth                  | Pelea de la Noche.                              |
| Victoria  | 14-4   | Zak Ottow                 | TKO (puñetazos)                                    | UFC Fight Night: Bisping vs. Gastelum                     | 25 de noviembre de 2017  | 1     | 2:57   | Shanghái               | Actuación de la Noche.                          |
| Victoria  | 13-4   | Frank Camacho             | Decisión (unánime)                                 | UFC Fight Night: Holm vs. Correia                         | 17 de junio de 2017      | 3     | 5:00   | Kallang                | Pelea de la Noche.                              |
| Victoria  | 12-4   | Bobby Nash                | KO (puñetazos)                                     | UFC on Fox: Shevchenko vs. Peña                           | 28 de enero de 2017      | 2     | 4:45   | Denver, Colorado       |                                                 |
| Victoria  | 11-4   | Anton Zafir               | KO (puñetazos)                                     | The Ultimate Fighter: Team Joanna vs. Team Cláudia Finale | 8 de julio de 2016       | 1     | 2:46   | Las Vegas, Nevada      |                                                 |
| Derrota   | 10-4   | Keita Nakamura            | Sumisión técnica (estrangulamiento por detrás)     | UFC Fight Night: Barnett vs. Nelson                       | 27 de septiembre de 2015 | 3     | 2:17   | Saitama                |                                                 |
| Victoria  | 10-3   | Dhiego Lima               | KO (puñetazos)                                     | UFC Fight Night: Edgar vs. Faber                          | 16 de mayo de 2015       | 1     | 1:25   | Pásay                  |                                                 |
| Derrota   | 9-3    | Nordine Taleb             | Decisión (dividida)                                | UFC Fight Night: MacDonald vs. Saffiedine                 | 4 de octubre de 2014     | 3     | 5:00   | Halifax, Nueva Escocia |                                                 |
| Victoria  | 9-2    | David Michaud             | Decisión (dividida)                                | UFC 173                                                   | 24 de mayo de 2014       | 3     | 5:00   | Las Vegas, Nevada      |                                                 |
| Victoria  | 8-2    | Luke Jumeau               | Sumisión (estrangulamiento por guillotina)         | Legend FC 11                                              | 27 de abril de 2013      | 3     | 3:38   | Hong Kong              | Ganó el Campeonato de Peso Wélter de Legend FC. |
| Victoria  | 7-2    | Dan Pauling               | Decisión (unánime)                                 | Legend FC 9                                               | 16 de junio de 2012      | 1     | 1:03   | Hong Kong              |                                                 |
| Derrota   | 6-2    | Myung Ho Bae              | Decisión (unánime)                                 | Legend FC 7                                               | 11 de febrero de 2012    | 3     | 5:00   | Hong Kong              |                                                 |
| Victoria  | 6-1    | Alex Niu                  | Decisión (unánime)                                 | Legend FC 5                                               | 16 de julio de 2011      | 3     | 5:00   | Hong Kong              |                                                 |
| Victoria  | 5-1    | Tony Rossini              | Sumisión técnica (estrangulamiento por guillotina) | Legend FC 4                                               | 27 de enero de 2011      | 2     | 1:11   | Hong Kong              |                                                 |
| Victoria  | 4-1    | Andrei Liu                | TKO (puñetazos)                                    | Legend FC 3                                               | 24 de septiembre de 2010 | 1     | 3:43   | Hong Kong              |                                                 |
| Derrota   | 3-1    | Pat Crawley               | Decisión (unánime)                                 | Legend FC 2                                               | 24 de junio de 2010      | 3     | 5:00   | Hong Kong              |                                                 |
| Victoria  | 3-0    | Yun Tao Gong              | Sumisión (estrangulamiento por guillotina)         | AOW 15: Ueyama vs. Aohailin                               | 28 de noviembre de 2009  | 1     | 5:29   | Pekín                  |                                                 |
| Victoria  | 2-0    | Liu Jin Wen               | Sumisión (estrangulamiento por guillotina)         | Ultimate Martial Arts Combat                              | 18 de abril de 2009      | 1     | 3:05   | Pekín                  |                                                 |
| Victoria  | 1-0    | Makhach Gadzhiev          | TKO (sumisión puñetazos)                           | AOW 8: Worlds Collide                                     | 22 de septiembre de 2017 | 2     | 1:02   | Pekín                  |                                                 |